# Instytut Szensztacki
Instytut Ojców Szensztackich – kapłańska wspólnota Ruchu Szensztackiego, która została założona w 1965 roku. Instytut w Polsce jest obecny od 1981 roku.